# Ohlert (Neunkirchen-Seelscheid)
Ohlert ist ein Ortsteil von Neunkirchen in der Gemeinde Neunkirchen-Seelscheid im Rhein-Sieg-Kreis.

## Lage
Ohlert liegt südlich des Ortskerns am Hang des Dreisbachtales und ist heute baulich verwachsen.

## Geschichte
1830 hatte Ohlert 57 Einwohner. 1845 hatte der Hof 69 katholische Einwohner in elf Häusern. 1888 gab es 56 Bewohner in 15 Häusern.
1901 hatte der Weiler nur noch 37 Einwohner. Verzeichnet sind die Familien Stellmacher Johann Brambach, Ackerer Gerhard Demmer, Ackerin Witwe Theodor Henscheid und Schuster Peter Hombusch.